# Каражанов, Курмангали Джумагулович
Курмангали Джумагулович Каражанов (каз. Құрманғали Жұмағалиұлы Қаражанов; род. 14 августа 1937, с. Лепси, Алакольский район Алматинской области, КазССР, СССР) — советский и казахстанский учёный-почвовед, кандидат сельскохозяйственных наук (1973). Лауреат Государственной премии КазССР (1984).

## Биография
В 1961 году окончил КазГУ (ныне КазНУ им. ал-Фараби). С 1961 года аспирант, младший, старший научный сотрудник, заведующий лабораторией, отделом (с 1995) Института почвоведения. В 1972 году защитил кандидатскую диссертацию на тему «Генетические особенности гидроморфных почв современной дельты Сыр-Дарьи (в связи с перспективой использования их под орошение)».
Основные научные труды посвящены мелиоративному почвоведению и экологии почвы. Проводил разномасштабные почвенно-мелиоративные исследования нижнего течения pp. Сырдарья и Или. Лауреат Государственной премии КазССР (1984) за исследования почвенного генезиса Южного Казахстана под рук. В. М. Боровского.
Некоторые труды:
- Почвы Казалинского массива и перспективы их использования, А., 1973;
- Эффективность орошения почв на Северном Казахстане, А., 1979;
- Природно-мелиоративное районирование равнинного Казахстана, А., 1993.